# Elisha Voren
Elisha Voren é uma ex-atleta de nível internacional de Taekwondo. Nasceu em Miami, na Flórida, em 7 de outubro de 1980. Em 2003, ganhou a medalha de bronze no Campeonato Mundial de Taekwondo. Ela também competiu nas eliminatórias olímpicas de 2000 de Taekwondo. Fora do Taekwondo, também competiu como atleta de crossfit.